# Aidan Mitchell
Aidan Daley Mitchell (Boston, 4 oktober 1993) is een voormalig Amerikaans jeugdacteur en acteur.

## Biografie
Mitchell werd geboren in Boston en verhuisde met zijn familie op driejarige leeftijd naar Galway in Ierland, dit is de geboorteplaats van zijn vader. Mitchell verbleef daar voor zeven jaar en maakte hier zijn debuut als acteur met een rol in de musical Oliver! in het theater. Op elfjarige leeftijd kwam hij met zijn familie terug naar Amerika en vestigde zich in San Diego (Californië). Een jaar later verhuisde hij samen met zijn moeder naar Hollywood om zich te richten op zijn acteercarrière.

## Filmografie

### Films
- 2010 In My Sleep – als jonge Marcus
- 2007 Simple Things – als Nate Gibbs
- 2006 The TV Set – als Simon McCallister

### Televisieseries
Uitgezonderd eenmalige gastrollen.
- 2007 – 2008 The Riches – als Sam Malloy – 20 afl.

- Library of Congress Control Number: no2008145330
- Virtual International Authority File: 49051283
- WorldCat: E39PBJyCJcgpmt8qq6yWpQ3bBP